# Sylvie
Sylvie, ursprungligen Louise Pauline Mainguené, född 3 januari 1883 i Paris, död 5 januari 1970 i Compiègne, Hauts-de-France, var en fransk skådespelerska.

## Roller i urval
- 1938 – Livets debutanter
- 1939 – Det brinner en eld
- 1943 – Korpen
- 1946 – Idioten och älskarinnan
- 1951 – Under Paris himmel
- 1952 – De smygande stegen
- 1952 – Don Camillo och hans lilla värld
- 1953 – Brottslig kärlek
- 1958 – En kvinnas ansikte
- 1962 – Bröderna
- 1965 – Den skamlösa gamla damen